# كريزتيان تاماس
كريزتيان تاماس (بالمجرية: Tamás Krisztián)‏ هو لاعب كرة قدم مجري، ولد في 18 أبريل 1995 في بودابست في المجر. شارك مع منتخب المجر تحت 17 سنة لكرة القدم ومنتخب المجر تحت 19 سنة لكرة القدم ومنتخب المجر تحت 21 سنة لكرة القدم. أما مع النوادي، فقد لعب مع إيه سي ميلان وسلافيا براغ ونادي سبيزيا ونادي فاريسي.

## وصلات خارجية
- كريزتيان تاماس على موقع الاتحاد الأوربي (الإنجليزية)
- كريزتيان تاماس على موقع قاعدة بيانات كرة القدم.إي يو (الإنجليزية)
- كريزتيان تاماس على موقع Soccerway.com (الإنجليزية)